# 葛思德东亚图书馆
葛思德东亚图书馆（East Asian Library and the Gest Collection, Princeton University），是美国新泽西州普林斯顿大学下属的东亚综合图书馆。

## 历史
该图书馆建立于著名的葛思德珍藏书籍库（Gest Rare Book Collection）的基础上。该图书馆拥有中国、日本、韩国等国的各种文字书籍约30万卷，其中中文书籍约23万件，包括世界闻名的十万两千卷珍藏线装中国古籍。中国思想家胡适曾担任该图书馆馆长。
葛思德珍藏书籍库是由美国商人葛思德（Guion Moore Gest）与两名同伴在1930年代创建的。

## 外部連結
- （英文）普林斯頓大學葛思德東亞圖書館 （页面存档备份，存于）